# Mitsubishi Proudia
Mitsubishi Proudia — представницькі седани, що виробляються фірмою Mitsubishi з 1999 року і прийшли на заміну Mitsubishi Debonair.

## Перше покоління

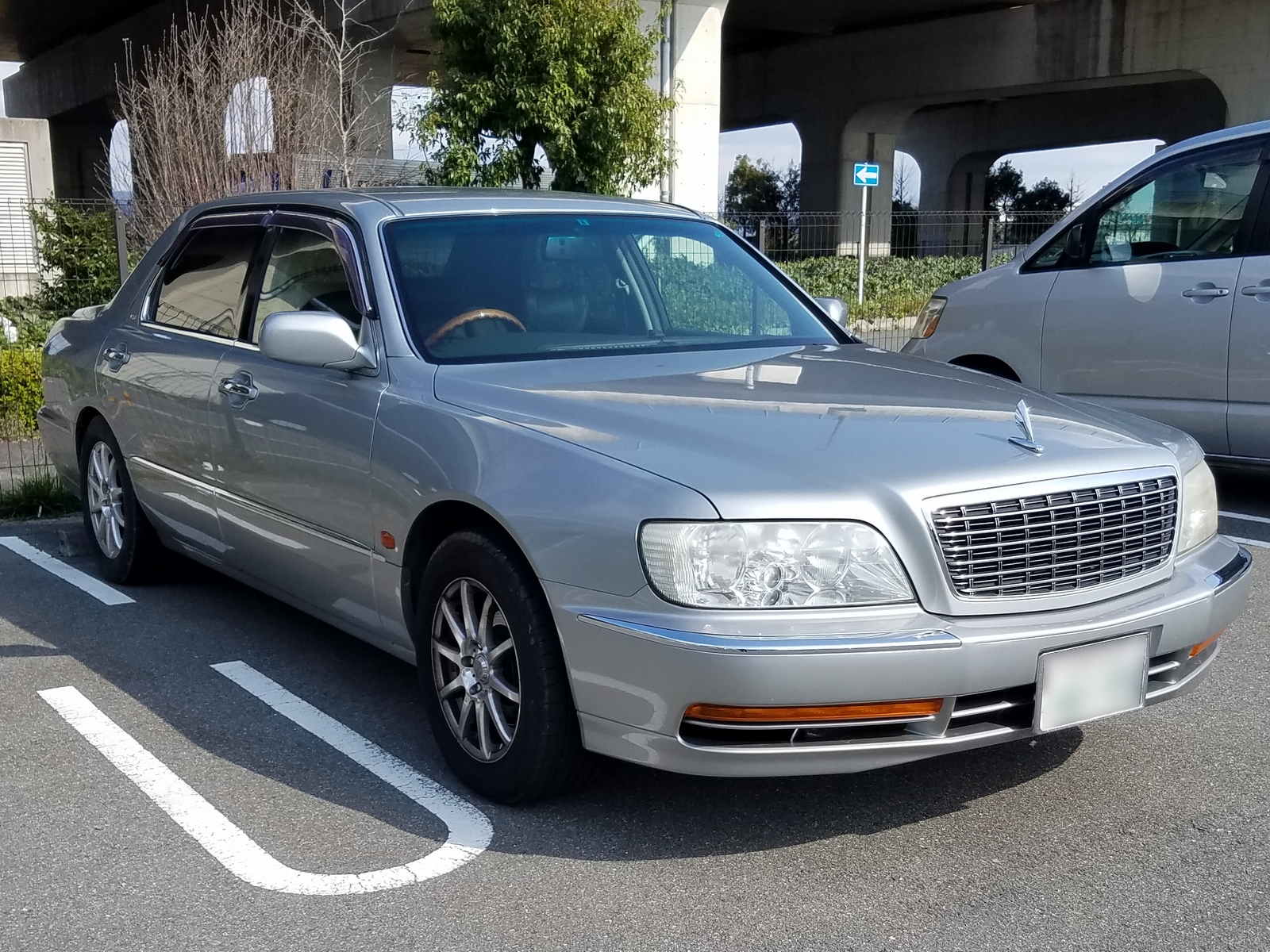
Mitsubishi Proudia (S32A)

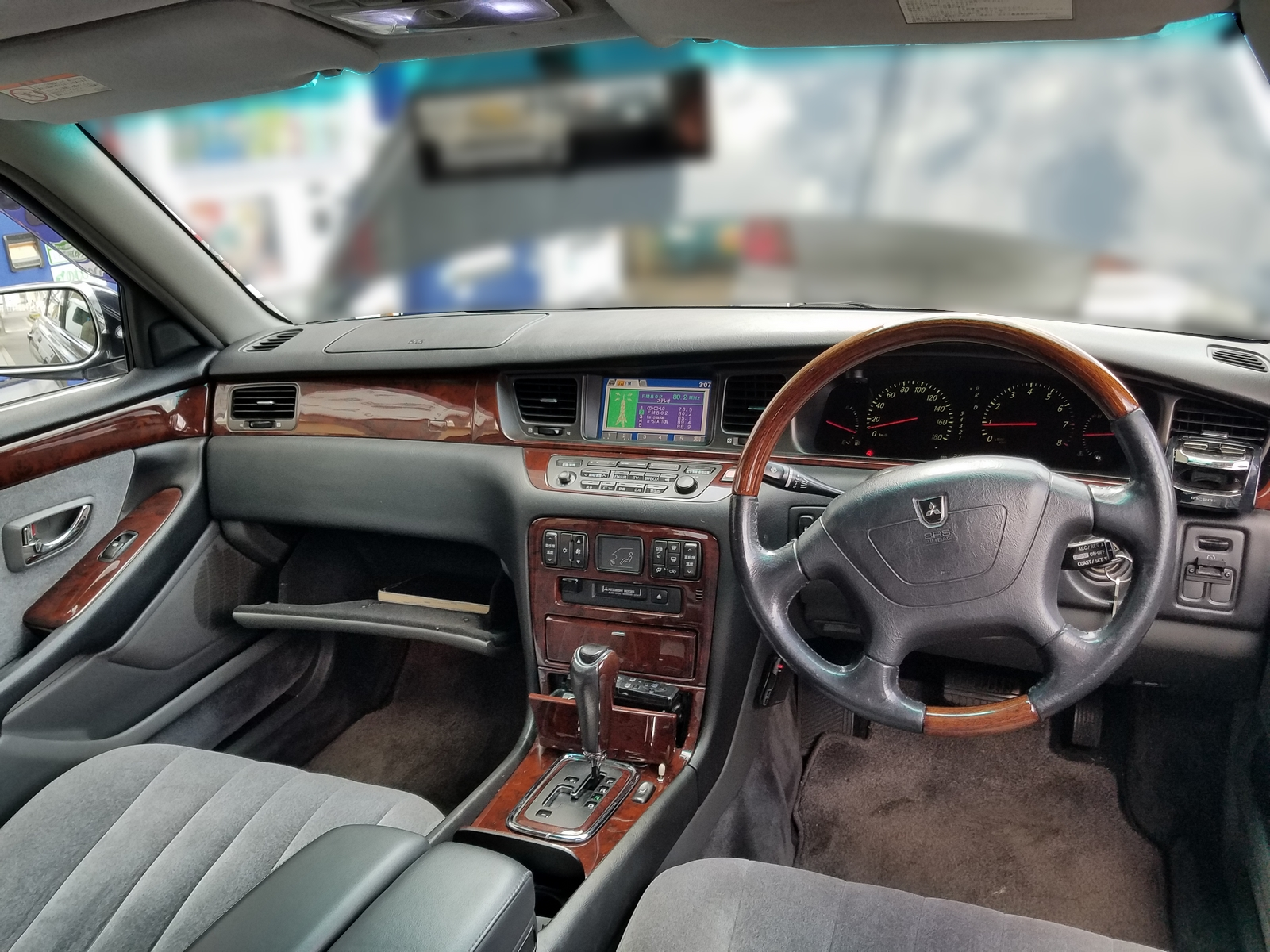
Салон

Протягом довгого часу флагманом легкових автомобілів, що випускалися під маркою Mitsubishi, вважалася модель Debonair. Однак в 1999 році цю нішу зайняв автомобіль, який отримав назву Proudia. Насправді ж ця нова машина була розроблена і запущена у виробництво на базі Debonair останнього покоління. Інакше кажучи, автомобіль Proudia слід розглядати, як продовження модельного ряду Debonair. Назва Proudia походить від злиття двох морфем: «prou» — від англійського слова proud, тобто «гордість», і «dia» — від англійського еквівалента японському слову «bishi» (слово «Mitsubishi» перекладається як «три діаманти»), тобто є «diamond». Автомобіль був розроблений спільно з південнокорейською компанією Hyundai. Відповідно до цього був організований і спільний випуск цієї машини. В каталозі автомобілів, що випускаються компанією Hyundai, модель значилася як Equus.
Машина має довжину понад 5 метрів і входить до групи великих седанів. Цікаво, що на момент появи моделі на внутрішньому японському ринку всі седани «великої» групи мали в довжину не більше 5 метрів, тому в даному разі цей автомобіль — свого роду виклик усталеним традиціям. Машина була призначена для обслуговування VIP-персон, і в ній все, здавалося, було доведено до досконалості. Але, схоже, нікого крім керівництва родинних Mitsubishi компаній ця представницька модель не зацікавила. Втім, як і колишня VIP-модель Mitsubishi Debonair.
Автомобіль оснащувався або 6-циліндровим двигуном об'ємом 3,5 літра, або 8-циліндровим мотором, робочий об'єм якого складав 4,5 літра, обидва — з V-подібним розташуванням циліндрів. Подовжена на 300 мм 4-місцева версія машини з кузовом типу «лімузин» отримала власну назву Mitsubishi Dignity.

### Двигуни
| Модель        | Роки випуску | Двигун                   | Об'єм    | Потужність              |
| ------------- | ------------ | ------------------------ | -------- | ----------------------- |
| 3,5 l V6 6G74 | 1999-2001    | 6-циліндровий Бензиновий | 3497 см3 | 240 к.с. при 5500 об/хв |
| 4,5 l V8 8A80 | 1999-2001    | 8-циліндровий Бензиновий | 4498 см3 | 280 к.с. при 5000 об/хв |

## Друге покоління

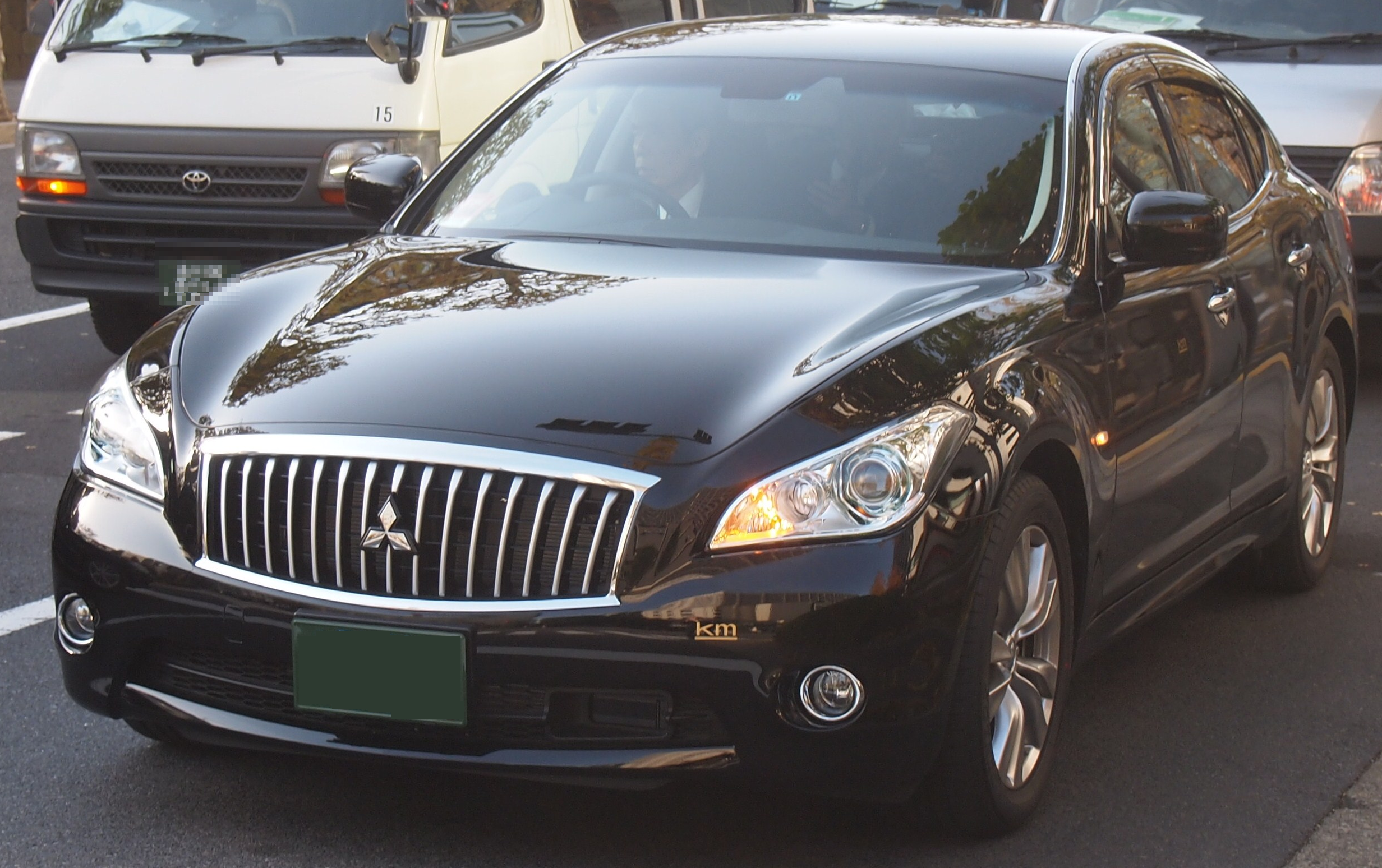
Mitsubishi Proudia (BY51)

Зробивши упор на позашляхову тематику, в Mitsubishi до початку другого десятиліття нинішнього століття залишилися без флагманської моделі. І звернулися за допомогою до Nissan. В результаті седан F-класу Dignity другого покоління і його короткобазна версія Proudia є копіями, відповідно, Cima і Fuga. Втім, про просту заміну емблем все-таки говорити не можна. Обом представницьким седанам від Mitsubishi настільки змінили передню частину кузова, що в анфас вони зовсім не нагадують базові моделі.
Із комплектацій в порівнянні з Nissan залишилися близькі до максимальних. Тобто шкіряна оббивка, дерев'яні вставки, якісна аудіосистема і багато електроніки: камери, що дають круговий огляд, радарний круїз-контроль і інше. Dignity, яка більша за Proudia і по колісній базі, і по довжині на 150 мм, природно, розкішніша.
Proudia має задный або повний привід з 7-ст. АКПП. Двигуни — V6 обсягом 2,5 і 3,7 л з віддачею в 225 і 333 к.с.

### Двигуни
- 2.5 L Nissan VQ25HR V6
- 3.7 L Nissan VQ37VHR V6